# Нонбург
Нонбург (коми Нонбур) — деревня в Усть-Цилемском районе Республики Коми России. Входит в состав муниципального образования сельского поселения «Трусово».

## История
По состоянию на 1920 год, в деревне Номбургской имелось 8 дворов и проживало 47 человек (20 мужчин и 27 женщин). В административном отношении деревня входила в состав Кривомежного общества Устьцилемской волости Печорского уезда.

## География
Деревня находится в северо-западной части Республики Коми, на левом берегу реки Цильма, вблизи места впадения в неё реки Нонбург, на расстоянии примерно 71 километра (по прямой) к западу-северо-западу (WNW) от деревни Усть-Цильма, административного центра района. Абсолютная высота — 85 метров над уровнем моря.

### Часовой пояс
Деревня Нонбург, как и вся Республика Коми, находится в часовой зоне МСК (московское время). Смещение применяемого времени относительно UTC составляет +3:00.

## Население
| 2010 |
| ---- |
| 89   |

Гендерный состав
По данным Всероссийской переписи населения 2010 года в гендерной структуре населения мужчины составляли 55,1 %, женщины — соответственно 44,9 %.
Национальный состав
Согласно результатам переписи 2002 года, в национальной структуре населения русские составляли 90 %.

## Инфраструктура
В деревне функционирует фельдшерско-акушерский пункт (структурное подразделение Усть-Цилемской ЦРБ).

## Улицы
Уличная сеть деревни состоит из двух улиц (ул. Северная и ул. Сосновая).